# Лагунов, Иван Иванович
Иван Иванович Лагунов (19 октября 1906, село Чурилово, Вятская губерния — 8 февраля 1985, Петропавловск-Камчатский) — советский учёный-ихтиолог, кандидат биологических наук, директор ПИНРО (1949-1958).

## Биография
Родтился в семье крестьянина-середняка. Окончил среднюю школу, 2 курса Вятского педагогического института, 
В 1930 г. окончил биологическое отделение физико-математического факультета Ленинградского государственного университета. 
С 1930 – аспирант, защитил диссертацию по тихоокеанскому лососю-нерке, с 1932 г. сотрудник Всесоюзного научного института рыбного хозяйства, с 1932 г. – сотрудник Азербайджанской станции ВНИРО, руководитель Иранской экспедиции по изучению промысловых ресурсов Каспийского моря.
С 1936 – сотрудник, с 1939 гг. – директор Камчатской ихтиологической станции Тихоокеанского института рыбного хозяйства и океанографии. 
В 1949–1958 гг. – директор ПИНРО, с 1959 – директор, с 1964 г. – заместитель директора,  Камчатского отделения ТИНРО.
Известен, как организатор оценки запасов семги и ее воспроизводства в реках Кольского полуострова, работ по изучению атлантическо-скандинавской сельди в Норвежском море в целях освоения ее круглосуточного промысла, использования впервые в мировой практике подводного аппарата для наблюдений за поведением рыб в естественной среде для нужд народного хозяйства.  При непосредственном участии И.И. Лагунова был создан Кроноцкий заповедни  Автор около 50 научных работ. Первый председатель Камчатского отдела Географического общества СССР (1941).

### Избранные труды
- Полутов, И.А. Промысловые рыбы и беспозвоночные Тихого океана / И.А. Полутов, И.И. Лагунов, И.И. Куренков ; под ред. И.И. Лагунова. - Петропавловск-Камчатский : Дальневосточное книжное издательство, Камчатское отделение, 1980. - 96 с
- Вопросы биологии семги, трески и морских млекопитающих Севера : [сборник статей] / под ред. И. И. Лагунова и С. С. Суркова. - Москва : Пищепромиздат, 1960. - 175 с.
- Лагунов И. И. Некоторые результаты подводных наблюдений в Баренцевом море // Биологические и океанографические условия образования промысловых скоплений рыб. Труды ВНИРО. — 1966. Т. LX. - С. 161 - 167.
- Азбелев В.В., Лагунов И.И. Некоторые данные о морских миграциях семги//Вопросы ихтиологии 1956. Вып 6. С. 113-120.
- Лагунов И. И. О состоянии Туломского стада семги в связи с работой рыбохода. М., 1958
- Азбелев В.В., Лагунов И.И. О воспроизводительной способности семги//Научно-технический Бюллютень ПИНРО. 1957. - № 2-3. - С.68-70.
- Лагунов А И., Азбелев В В. К вопросу об организации рационального семужьего хозяйства на реках Кольского полуострова: Отчет о НИР ПИНРО № 496, Мурманск, 1952 -24 с.
- Азбелев В В., Громов Г Д, Лагунов И.И. Опыт учета семги в реках Кольского полуострова//Рыбное хозяйство. 1958. -№ 2. - С. 22-25.
- Лагунов И. И. 1955 . Опыт подводных наблюдений из гидростата // Рыбное хозяйство . № 8 . С . 54–57 .
- Лагуно И. И. Вспышка численности колюшки // Вопросы географии Камчатки / Камч. отдел Геогр. об-ва СССР при Акад. наук СССР, Ин-т вулканологии ДВНЦ ; [отв. ред. В. Н. Виноградов]. — Петропавловск-Камчатский, 1985. — Выпуск 9.